# 大塩村 (宮城県)
大塩村（おおしおむら）は、昭和30年（1955年）まで宮城県桃生郡の南部にあった村。現在の東松島市大塩にあたる。

## 沿革
- 1889年（明治22年）4月1日 - 町村制施行にともない、大窪村および塩入村は赤井村・大窪村・塩入村・須江村・広淵村と合併して深谷村の一部となる[1]。
- 1896年（明治29年）4月1日 - 深谷村が大塩村・赤井村・北村・須江村・広淵村の5か村に分裂したため、大塩村が発足[1]。
- 1955年（昭和30年）5月3日 - 矢本町・赤井村と合併し、新制の矢本町となる[1]。

## 行政

### 首長
- 歴代村長

| 代 | 氏名         | 就任                   | 退任                     | 備考 |
| -- | ------------ | ---------------------- | ------------------------ | ---- |
| 1  | 矢本平之助   | 明治29年（1896年）5月  | 明治30年（1897年）3月    |      |
| 2  | 大崎安右ェ門 | 明治30年（1897年）3月  | 明治30年（1897年）10月   |      |
| 3  | 桜井平吉     | 明治30年（1897年）10月 | 明治32年（1899年）9月    |      |
| 4  | 辺見芳蔵     | 明治32年（1899年）9月  | 明治35年（1902年）3月    |      |
| 5  | 木村秀助     | 明治35年（1902年）4月  | 明治35年（1902年）10月   |      |
| 6  | 矢本平之助   | 明治35年（1902年）10月 | 明治37年（1904年）1月    | 再任 |
| 7  | 木村忠男     | 明治37年（1904年）1月  | 明治37年（1904年）4月    |      |
| 8  | 最上善右ェ門 | 明治37年（1904年）4月  | 明治38年（1905年）1月    |      |
| 9  | 真籠軍太夫   | 明治38年（1905年）2月  | 明治38年（1905年）11月   |      |
| 10 | 矢本平之助   | 明治39年（1906年）1月  | 明治39年（1906年）3月    | 三任 |
| 11 | 木村忠男     | 明治39年（1906年）4月  | 明治40年（1907年）8月    | 再任 |
| 12 | 辺見芳蔵     | 明治41年（1908年）1月  | 大正5年（1916年）1月     | 再任 |
| 13 | 大崎安右ェ門 | 大正5年（1916年）3月   | 大正7年（1918年）3月     | 再任 |
| 14 | 矢本平之助   | 大正7年（1918年）3月   | 大正8年（1919年）10月    | 四任 |
| 15 | 木村秀助     | 大正10年（1921年）7月  | 大正14年（1925年）2月    | 再任 |
| 16 | 奥田秀治     | 大正14年（1925年）3月  | 昭和5年（1930年）7月     |      |
| 17 | 大崎元       | 昭和5年（1930年）7月   | 昭和7年（1932年）12月    |      |
| 18 | 辺見長蔵     | 昭和8年（1933年）1月   | 昭和9年（1934年）5月     |      |
| 19 | 矢本平之助   | 昭和9年（1934年）6月   | 昭和10年（1935年）4月    | 五任 |
| 20 | 大崎勝太郎   | 昭和10年（1935年）5月  | 昭和12年（1937年）9月    |      |
| 21 | 奥田秀治     | 昭和12年（1937年）9月  | 昭和16年（1941年）4月    | 再任 |
| 22 | 大崎勝太郎   | 昭和16年（1941年）5月  | 昭和16年（1941年）7月    | 再任 |
| 23 | 辺見竹治     | 昭和16年（1941年）7月  | 昭和20年（1945年）7月    |      |
| 24 | 芳賀了亮     | 昭和20年（1945年）7月  | 昭和21年（1946年）6月    |      |
| 25 | 大崎勝太郎   | 昭和21年（1946年）7月  | 昭和21年（1946年）11月   | 三任 |
| 26 | 木村元       | 昭和22年（1947年）4月  | 昭和30年（1955年）5月2日 |      |